# 조정린
조정린(趙貞麟, 1984년 8월 24일 ~ )은 대한민국의 희극인 출신 기자다.

## 논란
- 2006년 포털사이트 게시판에 아이디를 바꿔가며 같은 드라마에 출연했던 연예인의 스캔들 등과 자신에 대한 긍정적인 칭찬 게시물들을 하루에 수십 개씩 올리면서 자작논란에 휩싸였다.

- 네티즌들의 집요한 추적이 계속 되자 올린 게시물을 삭제함으로 사건은 마무리되었으나 공인으로서의 이미지에 큰 타격을 입었다.[3]

- 2008년에는 자신의 열애 사실을 여러 매체를 통해 언급하다가 앞뒤가 안맞는 모호한 언행들을 거듭하면서 '또 자작극이 아니냐'는 구설수에 휘말리기도 하였다.[4]

- 2013년에는 TV조선 ‘여기자 3총사가 간다’ 프로그램을 진행하면서 확인 절차 없이 아나운서 황수경 부부의 파경설을 보도하여 TV조선 보도 본부장 등과 함께 손해배상 청구 소송을 당하였다.
- 그해 10월 열린 첫 공판에서 황수경 부부 측 변호인은 "(TV조선의) 사과가 없으면 조정도 없다"라면서 강경한 입장을 내세웠지만 12월 고소 취하 서류가 접수됨과 함께 사건이 종결되었다.[5]

## 학력
- 혜성여자고등학교, 졸업
- 동덕여자대학교 방송연예과, 학사
- 고려대학교 대학원 언론학, 석사 수료

## 출연 작품

### 방송 희극
- SBS TV 《강심장》 고정 패널 (2010년)
- MBC TV 《하땅사》〈두드림〉코너, 〈TV 속보이는 TV〉코너 (2009년)
- MBC TV 《개그야》〈미실과 선덕여왕〉코너 - 덕만공주 역 (2009년)

### 드라마
- SBS TV 《별을 쏘다》 - 아정 역 (2002년)
- MBC TV 《사랑한다 말해줘》 - 서을채 역 (2004년)
- MBC TV 《논스톱 5》 - 조정린 역 (2004년)
- MBC TV 《두근두근 체인지》 (2004년)
- KBS1 《열아홉 순정》 - 홍우숙 역 (2006년)
- MBC TV 《밤이면 밤마다》 - 김은주 역 (2008년)

### 영화
- 《낭만자객》 - 정린공주 역 (2003년)
- 《날으는 돼지 - 해적 마테오》 - 커틀렛 역, 목소리 출연 (2004년)
- 《다세포 소녀》 - 주번소녀 역 (2006년)

### 진행
- MBC TV 《섹션TV 연예통신》 리포터 진행 (2002년 ~ 2005년)
- KBS 2TV 《뮤직쇼 하이! 5》 진행 (2003년)
- M.net 《조정린의 아찔한 소개팅》 1편부터 Final까지 진행 (2006년 ~ 2007년)
- MBC FM4U 《친한친구》 라디오 진행 (2004년 ~ 2008년)

## 수상
- MBC 《팔도모창가수왕》...〈대상〉 (2002년)
- MBC 《방송연예대상》...〈쇼버라이어티부문 신인상〉(2003년)
- MBC 《방송연예대상》...〈코미디시트콤부문 여자우수상〉(2005년)
- MBC 《연기대상》...〈라디오우수상〉(2006년)

## 가족 관계
- 아버지: 조인형
- 어머니: 임정이(1958년 ~ 2024년 5월 27일)
- 오빠동생: 조승한
- 배우자: 권우상 (1982년 ~ )
  - 딸 (2023년 11월 26일 ~ )